# تپه زرگران سفلی
تپه زرگران سفلی مربوط به دوران پیش از تاریخ ایران باستان است و در شهرستان دورود، بخش سیلاخور، روستای کاغه واقع شده و این اثر در تاریخ ۲۴ اسفند ۱۳۸۳ با شمارهٔ ثبت ۱۱۷۳۳ به‌عنوان یکی از آثار ملی ایران به ثبت رسیده است.